# Aurora (mytologi)

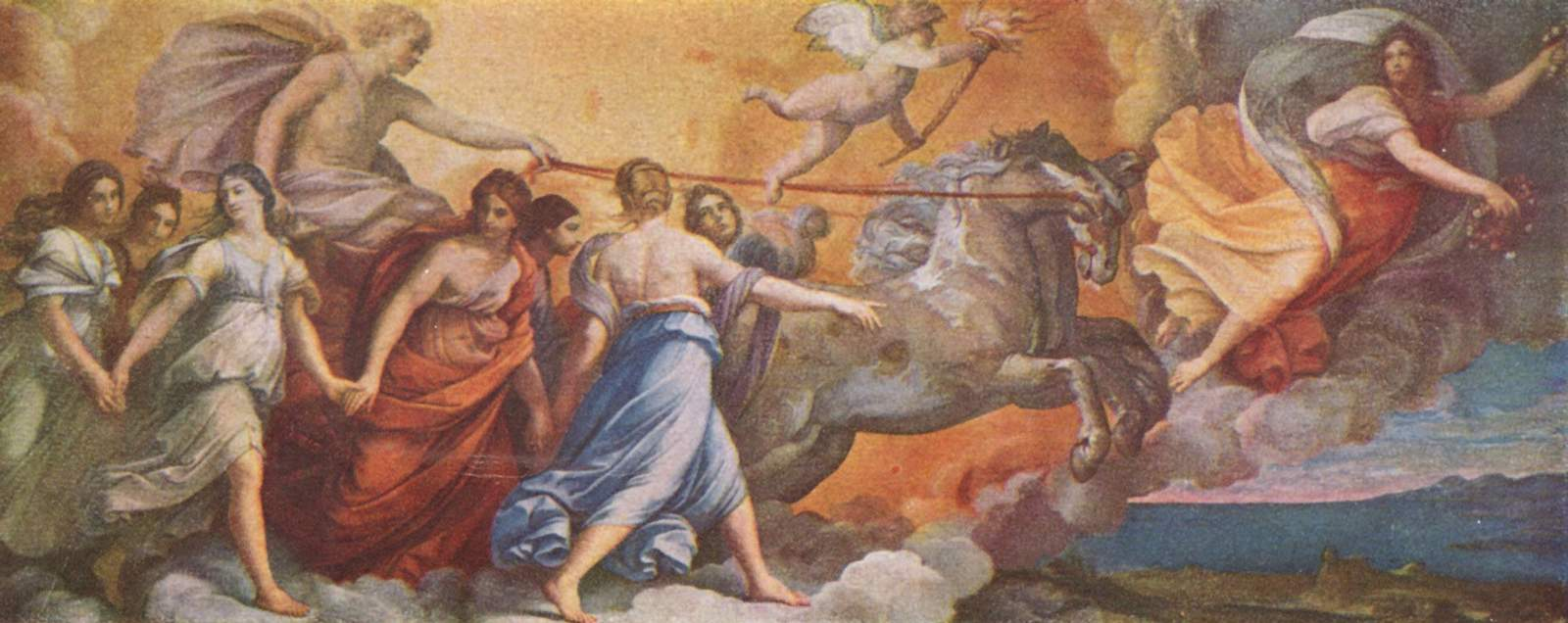
Apollon ledsagar den framskyndande Aurora. (1612–1614)
Fresk av Guido Reni i Casino Rospigliosi-Pallavicini i Rom.

Aurora är i romersk mytologi morgonrodnadens gudinna. Hon färdas i en två- eller fyrspänd vagn framför solen på dess himmelsbana. I grekisk mytologi har hon namnet Eos och i indisk mytologi heter hon Ushas. 
Aurora öppnar varje morgon österns portar med sina rosenfingrar så att solens vagn kan komma fram. Hon har en ansenlig barnaskara av bland annat vindar och stjärnor och är inblandad i ett antal kärlekshistorier med olika motparter.